# 1-й корпус ПВО (1938)
1-й корпус противовоздушной обороны (1 корп. ПВО) — формирование (соединение) зенитной артиллерии ПВО РККА СССР, принимавшее участие в Великой Отечественной войне.

## Назначение

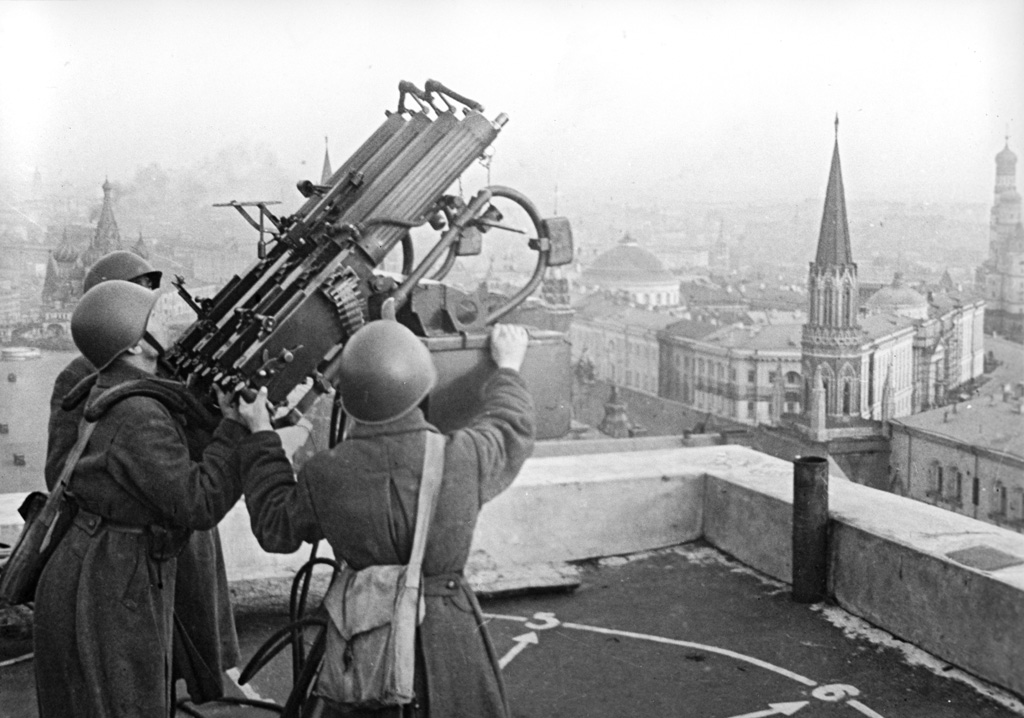
Расчёт советских зенитчиков на крыше гостиницы «Москва», Москва, 1 августа 1941 года, фото Олег Кнорринг, обратите внимание на пол, нанесена разметка.

1-й корпус противовоздушной обороны предназначался для воздушной обороны Москвы.

### Части, соединения и объединения, выполнявшие задачи ПВО Москвы
- Управление воздушной обороны Москвы (с 25.04.1918 г.);
- 1-й отдельный территориально-позиционный зенитный артиллерийский дивизион (1924);
- 31-й отдельный зенитный артиллерийский дивизион (1924—1929);
- 1-я бригада ПВО (с 21.09.1929 г.);
- 1-я дивизия ПВО (с 17.08.1931 г.);
- 1-й корпус ПВО (с 11.01.1938 г.);
- Московская зона ПВО (с июня 1941 г.);
- Московский корпусной район (09.11.1941 г.)[1] в составе Московского военного округа;
- Московский фронт ПВО (с 5 апреля 1942 года)[2]
- Особая Московская армия ПВО (с 29 июня 1943 года)[3];
- Московская группа ПВО Центрального фронта ПВО (с 24 декабря 1945 г.)[4];
- Войска ПВО Москвы Центрального фронта ПВО (с марта 1945 г.)[4];
- Войска ПВО Москвы Центрального округа[5] (с 25 октября 1945 года);
- Войска ПВО Москвы Северо-Западного округа[6] (с 23 мая 1946 года);
- Московский район ПВО[7] (с 14 августа 1948 года);
- Московский округ ПВО[8] (с 20 августа 1954 года);
- Московский округ ВВС и ПВО (с 1998 года);
- Командование специального назначения (с 1 сентября 2002 года);
- Объединённое стратегическое командование воздушно-космической обороны (с 1 июля 2009 года);
- Командование противовоздушной и противоракетной обороны (с 1 декабря 2011 года);
- 1-я армия противовоздушной и противоракетной обороны (с 2015 года).

## История формирования корпуса
В 1929 году было сформировано первое общевойсковое соединение ПВО — 1-я бригада ПВО, в состав которой вошли части зенитной артиллерии, зенитных пулемётов и войск воздушного наблюдения, оповещения и связи (ВНОС). 1-я бригада ПВО переформирована в 1-ю дивизию ПВО (Командир дивизии — комбриг Щеглов Н. В.).
1-й корпус ПВО создан на основе 1-й дивизии ПВО, переформированной на основе Директивы Военного Совета МВО, разработанной, в свою очередь, в связи с принятием Программы совершенствования ПВО страны, утверждённой Комитетом обороны при СНК СССР.

## В действующей армии
В составе действующей армии:
- с 1 июля 1941 года по 17 декабря 1941 года.

## Командиры корпуса
- комбриг Крюков Ф. Я. — с апреля 1938 года;
- комбриг Оленин И. А. — с октября 1938 года;
- комбриг Громадин М. С. — с января 1940 года;
- генерал-майор артиллерии Тихонов В. Г.;
- генерал-майор артиллерии Журавлёв Д. А. — с мая 1941 года.

## Переформирование корпуса
В целях создания единой группировки сил и средств ПВО на территории страны, объединённых в районы ПВО, в соответствии с Постановлением ГКО от 9 ноября 1941 года 1-й корпус ПВО 27 декабря 1941 года был переформирован в Московский корпусной район ПВО.

## В составе объединений
| 11.01.1938 г. | Московский военный округ | ВВС Московского военного округа |  |                     |  |
| 01.06.1941 г. | Московский военный округ | ВВС Московского военного округа |  | Московская зона ПВО |  |
| 22.06.1941 г. | Московский военный округ | ВВС Московского военного округа |  | Московская зона ПВО |  |
| 09.11.1941 г. | Московский военный округ | ВВС Московского военного округа |  | Московская зона ПВО |  |

## Состав и вооружение
На июнь 1941 года в составе 1-го корпуса ПВО находилось шесть зенитных артиллерийских полков (176, 193, 250, 251, 329 и 745), один зенитный пулемётный полк, два полка аэростатов заграждения, два прожекторных полка и два полка ВНОС. Они имели на вооружении 548 зенитных пушек среднего калибра (372 пушки 85-мм калибра и 176 пушек 76-мм калибра), 28 малого калибра, 100 счетверённых пулемётов 7,62-мм калибра, 318 прожектов, 68 постов аэростатов заграждения, 580 постов ВНОС, несколько радиолокационных станций РУС-1, расположенных на линии Ржев — Вязьма, и одну РУС-2. С началом войны вооружение корпуса стало усиливаться. 22 июля 1941 года в корпусе было 564 85-мм зенитные пушки, 232 76-мм, 248 37-мм и 336 зенитных пулемётов.
На конец июля корпус ПВО располагал более 1 000 зенитных орудий и более 300 пулемётами, имелось около 600 прожекторов и более сотни заградительных аэростатов.
Командный пункт корпуса находился в Москве по адресу: улица Кирова, 33 (ныне — улица Мясницкая).

## Боевые действия
К 22 июля 1941 года (дата начала массированных налётов немецкой авиации на Москву) части корпуса располагали 1044 орудиями среднего и малого калибра, 336 установками счетверённых пулемётов и были своевременно развёрнуты по плану мобилизации и заняли боевой порядок в установленные сроки.
Построение Противовоздушной обороны Москвы предусматривало возможность отражения нападения воздушного противника с любого направления, в любое время суток и в любых метеорологических условиях, а также с любой высоты. В соответствии с такими принципами построения предполагалось:
- истребительная авиация ПВО уничтожает авиацию противника на подступах к Москве — на расстоянии 80—100 километров;
- построение круговой обороны города с выносом зоны огня на западное и южное направления, создав здесь средствами зенитной артиллерии наиболее плотную группировку;
- создание световых прожекторных полей для обеспечения боевых действий истребительной авиации и зенитной артиллерии в ночных условиях, в первую очередь на наиболее вероятных направлениях нападения авиации противника — к западу и югу от Москвы, с глубиной 30—35 километров каждое (всего было создано 16 таких полей);
- развернуть части аэростатов воздушного заграждения для обороны центра города и его южной и западной окраин от самолётов противника;
- ведение разведки авиации противника осуществить частями воздушного наблюдения, оповещения и связи, обеспечив обнаружение противника с рубежа в 200—250 километров от Москвы; радиолокационные станции обнаружения (РУС-1 и РУС-2) развернуть на рубеже Ржев — Вязьма.
- создать ложные объекты в Москве и на подступах к ней для дезориентации противника (были построены ложные здания заводских корпусов с трубами, нефтебазы с подъездными путями и железнодорожными составами. В одном районе был даже разбит «военный лагерь» с палатками и декоративными фигурами бойцов. В ряде мест были построены ложные аэродромы и созданы ложные огневые позиции зенитной артиллерии).

В ходе боёв за Москву противник сбросил на ложные объекты 697 фугасных, 2521 зажигательную, 156 осветительных бомб, было сбито несколько самолётов противника.
Авиация противника в составе наступавшей на Москву группы армий «Центр» имела в своём составе части бомбардировочной авиации 2-го воздушного флота, насчитывавшие в общей сложности 1600 самолётов. Для налёта на Москву создана специально созданная авиагруппа, составленная из нескольких отборных эскадр Люфтваффе:
- 4-я бомбардировочная эскадра «Вевер» (сбрасывавшая бомбы на Лондон, Ливерпуль, Бирмингем, Бристоль и другие города Англии)
- 28-я эскадра (бомбившая Париж и Амстердам);
- 53-я бомбардировочная эскадра «Легион-Кондор» (Испания, Польша, Югославия, Греция);
- 55-я бомбардировочная эскадра (переброшена с киевского направления).

Численность каждой эскадры достигала 70 самолётов, базирование в основном с аэродрома Барановичи, а позднее из района Смоленска.
К середине июля 1941 года численность бомбардировочной авиации для налётов на Москву достигла более 300 бомбардировщиков типов: He-111, Ju-88, До-215. Более половины их экипажей имели опыт ночных полётов. Каждый четвёртый командир экипажа был званием не ниже полковника.

### Налёт 21 — 22 июля 1941 года
21 июля 1941 года в 22 часа 25 минут противник силами в 200—250 самолётов, стартовавших с аэродромов Бреста, Барановичей, Бобруйска и Минска, четырьмя последовательными эшелонами с северо-западного, западного и юго-западного направлений вторгся в воздушное пространство Московской зоны ПВО и на высоте 2000 метров стал приближаться к Москве. Все части ПВО были тотчас же приведены в боевую готовность. В городе была объявлена воздушная тревога. В первом же налёте противник понёс ощутимые потери, так и не достигнув поставленной задачи. Налёт продолжался до 3 часов 25 минут 22 июля.
Приказом НКО СССР № 241 от 22 июля 1941 года дана высокая оценка действиям средств ПВО Москвы во время первого массированного налёта:

«…благодаря бдительности службы воздушного наблюдения (ВНОС) вражеские самолеты были обнаружены, несмотря на темноту ночи, задолго до появления их над Москвой… Нашими истребителями и зенитчиками сбито, по окончательным данным, 22 самолета противника…».— Приказ НКО СССР № 241 от 22 июля 1941 года
Из более чем 12600 самолётов, совершавших налёты на Москву, войсками ПВО было уничтожено 1305.